# Алексіївський (Новосибірська область)
Алексіївський (рос. Алексеевский) — селище в Іскітимському районі Новосибірської області Російської Федерації.
Входить до складу муніципального утворення Преображенська сільрада. Населення становить 174 особи (2010).

## Історія
Згідно із законом від 2 червня 2004 року органом місцевого самоврядування є Преображенська сільрада.

## Населення
| 2002 | 2007 | 2010 |
| ---- | ---- | ---- |
| 246  | ↘236 | ↘174 |